# Drephalys talboti
Drephalys talboti is een vlinder uit de familie van de dikkopjes (Hesperiidae). De wetenschappelijke naam van de soort is voor het eerst geldig gepubliceerd in 1922 door Ferdinand Le Cerf.